# Macrotrachela insulana
Macrotrachela insulana is een raderdiertjessoort uit de familie Philodinidae. De wetenschappelijke naam van deze soort is voor het eerst geldig gepubliceerd in 1962 door Donner.